# Hryszkowszczyzna
Hryszkowszczyzna (lit. Griškiškė) – wieś na Litwie, w okręgu uciańskim, w rejonie ignalińskim, w starostwie Rymszany.
Nazwa dawniej używana to Gryszkowszczyzna.

## Historia
W czasach zaborów dobra leżały w granicach Imperium Rosyjskiego.
W dwudziestoleciu międzywojennym majątek leżał w Polsce, w województwie nowogródzkim (od 1926 w województwie wileńskim), w powiecie brasławskim, w gminie Rymszany.
W Powszechnym Spisie Ludności z 1921 roku spisano majątek i zaścianek łącznie, zamieszkiwało tu 100 osób, 94 były wyznania rzymskokatolickiego a 6 prawosławnego. Jednocześnie 98 mieszkańców zadeklarowało polską przynależność narodową a 8 białoruską. Było tu 5 budynków mieszkalnych. W 1931 majątek liczył 4 domy w których mieszkało 37 osób a zaścianek 2 domy i 13 mieszkańców.
Wierni należeli do parafii rzymskokatolickiej w Rymszanach. Miejscowości podlegały pod Sąd Grodzki w m. Turmont i Okręgowy w Wilnie; właściwy urząd pocztowy mieścił się w Rymszanach.